# Takéo
Takéo ( Língua khmer: ខេត្តតាកែវ) é uma cidade no sul do Camboja, sendo capital da província de Takéo. De acordo com o Censo de 2008, a população da cidade é estimada em 39 186 habitantes.